# アレクシ・スティヴァウ
- クカ
- クーカ

クカ (Cuca) こと、アレクシ・スティヴァウ（Alexi Stival、1963年6月7日 - ）は、ブラジル・クリチバ出身の元サッカー選手、現サッカー指導者。カンピオナート・ブラジレイロ・アトレチコ・ミネイロ監督。元ブラジル代表。現役時代のポジションはフォワード。

## クラブ歴
1984年にFCサンタクルスでプロとしてのキャリアをスタートさせる。1989年にグレミオFBPAの一員としてコパ・ド・ブラジル、カンピオナート・ガウショ優勝に貢献した。レアル・バリャドリードに短期間在籍した後母国へ復帰。1990年、1991年のカンピオナート・ガウショ優勝に貢献した。

## 代表歴
1991年2月27日のパラグアイ戦にブラジル代表として出場した。

## 指導歴
ウベルランジアECで初の監督を務めて以降、多数のクラブ監督を転々としている。短期で離れるこの傾向は、選手時代から変わらなかった。以下、主に指揮した略歴を記述。
2007年と2008年にボタフォゴFRの監督としてタッサ・リオを制した。
2008年8月11日にサントスFCの監督を解雇されたためにフルミネンセFCの監督に就任した。同年12月12日にCRフラメンゴの監督に就任。しかし成績の低迷により2009年7月23日に解任。9月2日にレナト・ガウショを解任したフルミネンセの監督に再び就任した。2010年4月18日に成績不振で解任。
2013年にはアトレチコ・ミネイロを率いてコパ・リベルタドーレスを制覇。
2016年に指揮したSEパウメイラスでブラジルリーグ・セリエA優勝を果たした。
2018年よりサントスFCを率いていたが、同年末に心臓疾患を発症し、契約を1年残して退団した。
2019年2月、サンパウロFCと翌年末までの契約を締結。引き続き治療中であったため4月から指揮した。
2021年、8年ぶりにアトレチコ・ミネイロ監督に復帰。同シーズンにて50年ぶりのブラジルリーグ・セリエA優勝に導いた。

## タイトル

### 現役時代
グレミオ
- コパ・ド・ブラジル : 1989
- カンピオナート・ガウショ : 1989, 1990

インテルナシオナウ
- カンピオナート・ガウショ : 1991

### 指導者時代
ボタフォゴ
- タッサ・リオ : 2007, 2008

フラメンゴ
- タッサ・リオ : 2009
- カンピオナート・カリオカ : 2009

クルゼイロ
- カンピオナート・ミネイロ : 2011

アトレチコ・ミネイロ
- カンピオナート・ミネイロ : 2012, 2013, 2021
- コパ・リベルタドーレス : 2013
- カンピオナート・ブラジレイロ・セリエA : 2021

山東魯能
- 中国FAカップ : 2014
- 中国サッカー・スーパーカップ : 2015

パウメイラス
- カンピオナート・ブラジレイロ・セリエA : 2016

### 個人
- カンピオナート・ブラジレイロ・セリエA最優秀監督賞 : 2016[13]